# Sara De Bosschere
Pour les articles homonymes, voir De Bosschère.
Sara De Bosschere est une actrice belge, également metteur en scène et scénariste.

## Biographie
Elle est cofondatrice de la compagnie de théâtre De Roovers.

## Filmographie partielle

### Cinéma
- 1996 : Lisa : Ilse
- 1997 : Stille ogen
- 2001 : Bruxelles mon amour
- 2005 : Een ander zijn geluk : Marie
- 2008 : Linkeroever (Left Bank) : Veerle
- 2009 : Dirty Mind : Brigitte
- 2009 : De helaasheid der dingen (La Merditude des choses) : Nele Fockedey
- 2009 : How to Enrich Yourself by Driving Women Into Emotional and Financial Bankruptcy : Patricia
- 2009 : Aan zij die blijven : Julie
- 2012 : Rotkop : Mother
- 2012 : Little Black Spiders : Woman childless couple
- 2014 : De Vijver : Jeanne
- 2016 : Belgica : Nikki
- 2016 : About the Boy Who Ate an Oakwood Chair (en post-production) : Gerda